# Dolmen des Mardelles
Der Dolmen des Mardelles (auch Dolmen von Barbonne-Fayel genannt) ist ein Dolmen in einem Feld zwischen Barbonne-Fayel und Queudes, bei Troyes, im Département Marne in Frankreich. Der Dolmen wurde 1921 zum Monument historique erklärt. Dolmen ist in Frankreich der Oberbegriff für neolithische Megalithanlagen aller Art (siehe: französische Nomenklatur).
Der bei Feldarbeiten in seinem Tumulus entdeckte kleine Dolmen wurde 1913 ausgegraben und ist eine der seltenen Megalithanlagen im Département Marne.